# Prix de l'innovation sociale locale
Le Prix de l'innovation sociale locale récompense chaque année des Centres communaux d'action sociale (CCAS) ou des Centres intercommunaux d'action sociale (CIAS) pour leurs initiatives originales, exemplaires ou innovantes, qui gagnent à être remarquées, valorisées et partagées. Ce prix a été créé par l'Union nationale des centres communaux d'action sociale (UNCCAS) en 2004. 23 CCAS ou CIAS ont déjà été primés.
Depuis 2006, la Banque Postale est membre du jury et partenaire financier du prix de l'innovation sociale locale.

## Lauréats
| Année | classement   | récipients                                              | action |
| ----- | ------------ | ------------------------------------------------------- | --- |
| 2009  | 1            | CCAS de Neufchâteau (Vosges)                            | COLIBRI : service de courses, livraisons et bricolage à domicile |
| 2009  | 2            | CCAS de Fresnes-sur-Escaut (Nord)                       | Atelier FERIS : le recyclage d'ordinateurs par et pour les personnes démunies |
| 2009  | 3            | CCAS de Roissy en Brie (Seine-et-Marne)                 | Aide à l'intégration de 3 familles roumaines |
| 2009  | prix spécial | CCAS de Lyon (Rhône)                                    | Prix spécial : « accompagnement budgétaire et bancaire » Jeu-conso : un jeu de l'oie pour aborder la consommation et la gestion du budget                                                                  |
| 2008  | 1            | CCAS de La Trinité (Martinique)                         | Parrainage social, une démarche expérimentale en direction des personnes en situation de grande exclusion                                                                                                  |
| 2008  | 2            | CCAS de Vernouillet (Eure-et-Loir)                      | Permanence d’accès aux soins décentralisée à l’épicerie sociale |
| 2008  | 3            | CCAS de Lomme (Nord)                                    | Dispositif logement pour jeunes actifs |
| 2008  | prix spécial | CCAS de Aÿ                                              | Prix spécial « intercommunalité sociale » Création d’un portail Internet destiné à l’accueil de la petite enfance sur le territoire du pays d’Epernay                                                      |
| 2007  | 1            | CCAS de Chartes de Bretagne                             | Foyer de vie intégré à un EHPAD destiné à l’accueil conjoint d’une personne âgée et de son enfant en situation de handicap mental                                                                          |
| 2007  | 2            | CCAS de Parthenay                                       | Réseau de vigilance destiné à informer les professionnels intervenant autour d'une personne à domicile des événements inhabituels remarqués par les services de maintien ou de soins infirmiers à domicile |
| 2007  | 3            | CCAS de Saint-Ouen                                      | Espace d’accueil et d’accompagnement destiné aux personnes en grande précarité |
| 2007  | prix spécial | CCAS de Laval                                           | Prix spécial « travailleurs pauvres » Action sociale facultative reposant sur la volonté de privilégier l’insertion plutôt que l’assistance mécanique                                                      |
| 2006  | 1            | CCAS de Bordeaux, du Havre, des Mureaux et de Perpignan | Accompagner les familles en difficulté dans l’auto réhabilitation de leur logement |
| 2006  | 2            | CCAS d'Aix en Provence                                  | Dispositif permettant d'améliorer l’accès des personnes handicapées à des logements sociaux adaptés |
| 2006  | 3            | CCAS de Romans sur Isère                                | Journal télévisé réalisé par et pour les personnes âgées |
| 2006  | prix spécial | CCAS de Saint André lez Lille                           | Prix spécial « maladie d'Alzheimer » Mise en place de rencontres individuelles et la réalisation d’un recueil sous forme de portraits mêlant souvenirs et témoignages                                      |
| 2005  | 1            | CCAS d'Athis-Mons                                       | Réseau linguistique |
| 2005  | 2            | CCAS de Auch                                            | Équipe mobile de prévention de l'aggravation de la dépendance |
| 2005  | 3            | CCAS de Brest                                           | Actions à destination des gens du voyage "Centre de loisirs sans hébergement des enfants du voyage" et "Soutien à la création et la gestion de micro-entreprises"                                          |
| 2004  | 1            | CCAS de Pont de Claix                                   | Démarche de qualification mutuelle sur le logement social |
| 2004  | 2            | CCAS de Clamart                                         | Prévenir l'exclusion des femmes victimes de violences |
| 2004  | 3            | CCAS de Saint-Apollinaire                               | Générations[pas clair] |
| 2004  | prix spécial | CCAS d'Angers                                           | Actions intitulées "Grandir et vieillir ensemble", "Charte culture et solidarité" et "Comité d’usagers" |